# Mănăstirea Sfintei Cruci din Ierusalim

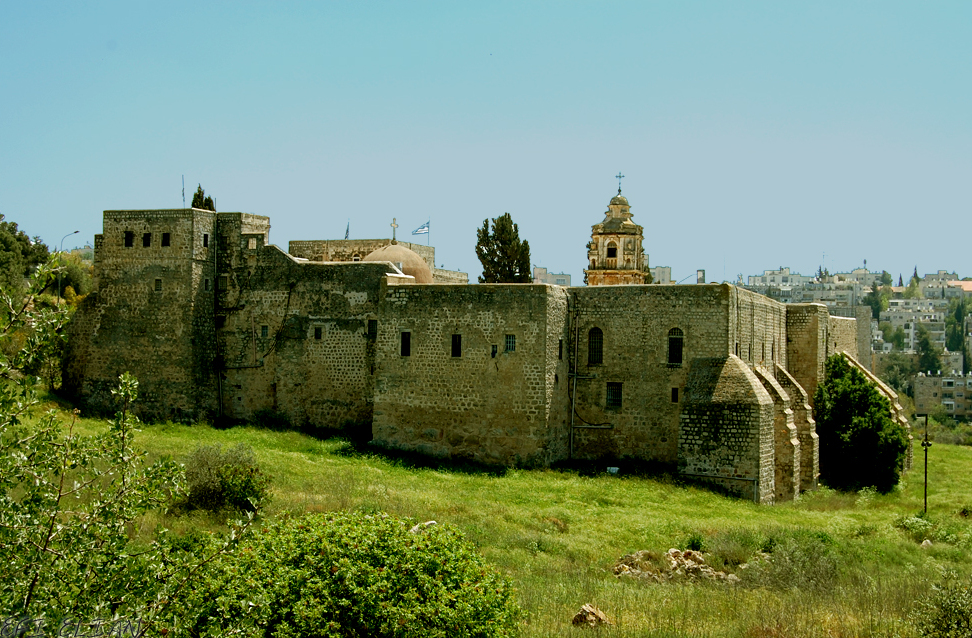
Mănăstirea Sfintei Cruci, vedere dinspre Parcul Sacker

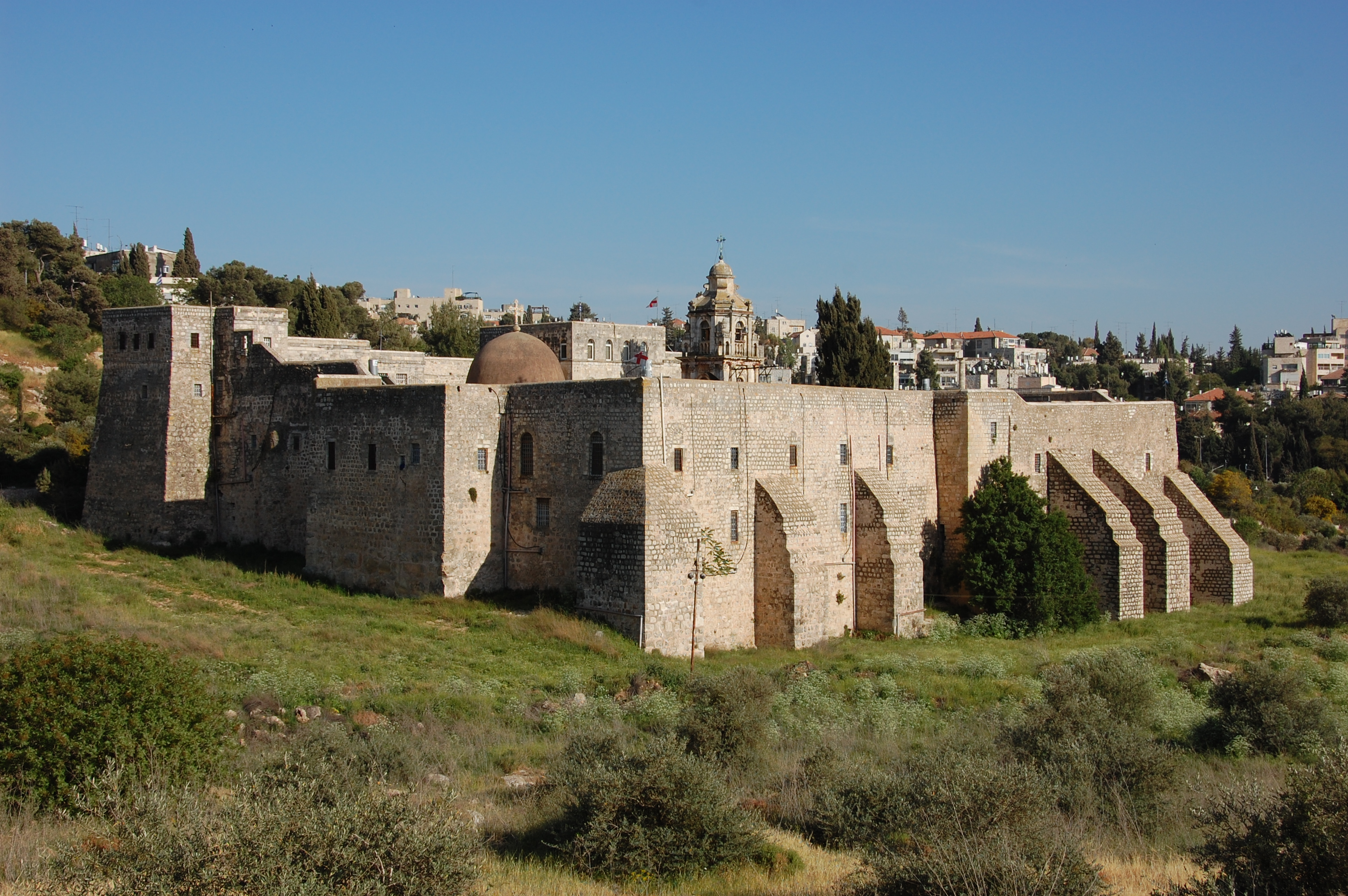
Mănăstirea Sfintei Cruci

Mănăstirea Sfintei Cruci (în ebraică מנזר המצלבה - Minzar Hamtzleva, în greacă:Ιερά Μονή του Τιμίου Σταυρού στὰ Ἱεροσόλυμα - Ierá Moní tu Timíu Stavrú, în arabă: دير الصليب Deir as-Salib,  Deir al Mussaliba sau Al Masslaba , în georgiană:ჯვრის მონასტერი  Djvris monasteri) este o mănăstire fortificată aflată în Valea Crucii (Emek Hamatzlevá) din Ierusalim, în prezent în cartierul Nayot. între cartierele Givat Ram cu clădirile guvernamentale (la nord-vest), Rasko și Rehavia (la est), la o altitudine de 750 metri deasupra nivelului mării. Ea a fost ridicată în secolul al XI-lea pe fundația unei clădiri bizantine mai vechi din secolul al VI-lea. Mănăstirea și biserica ei sunt una din puținele construcții care s-au conservat în mod integral din Ierusalimul medieval.
La origine lăcașul se afla într-un loc izolat, la circa 3.5 km de Orașul vechi al Ierusalimului.
Numele mănăstirii este legat de o tradiție creștină, după care în acest loc a crescut copacul miraculos din care au făurit romanii crucea pe care a fost răstignit Iisus.
Mănăstirea aparține Bisericii greco-ortodoxe a Ierusalimului și este locuită de patru călugări - doi bărbați și două femei.

## Istorie

### Întemeierea. Legende bizantine și georgiene
Împrejurările înființării mănăstirii se pierd în ceața timpurilor.După câte se știe, în secolul al VI-lea a existat în acest loc Biserica bizantină a Sfintei Cruci. După tradiții medievale reflectate în frescele ei murale, mănăstirea ar fi fost mai veche, ctitorul ei fiind cel dintâi rege creștin (din 327) al georgienilor, regele Iberiei, Mirian al III-lea (?-361). Acesta ar fi făcut pelerinaj la Ierusalim și ar fi primit în dar Valea Crucii de la împăratul Constantin cel Mare Tradiții ulterioare atribuie ridicarea mănăstirii altui rege al Iberiei,Vahtang Gorgasali 446?-502  Alte surse creștine atribuie ridicarea bisericii lui Flavia Julia Helena, cunoscută ca Sfânta Elena, mama lui Constantin cel Mare. Ea vizitase Ierusalimul în căutarea adevăratei Cruci și a construit mai multe biserici în zonă. Biserica din Valea Crucii a fost renovată și mărită în vremea împăratului Iustinian I

#### Bizantini. Musulmani

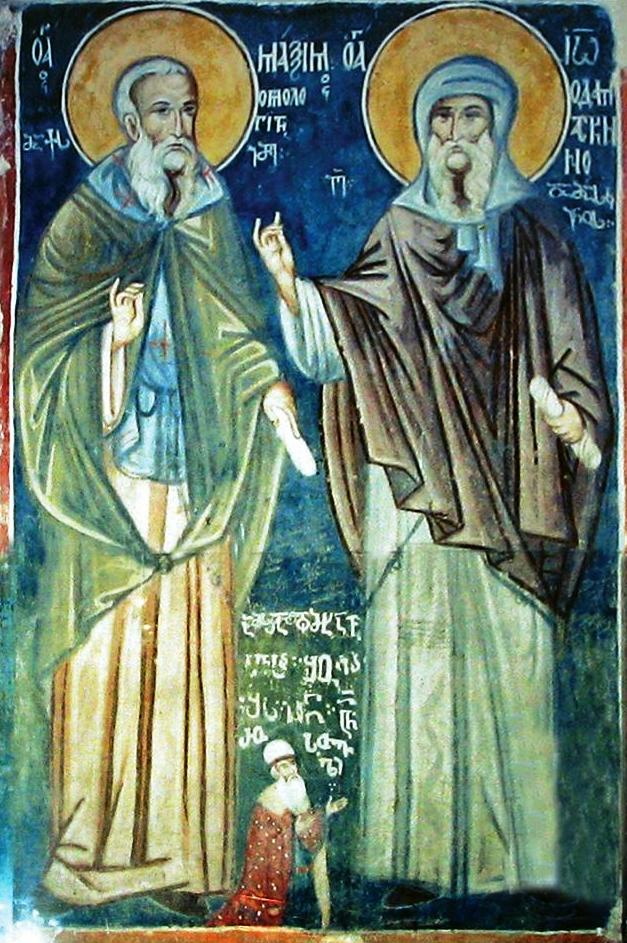
Frescă georgiană, înfățișând pe Ioan Damaschinul și Maxim Mărturisitorul sub imaginea lor Șota Rustaveli rugându-se

Legenda povestește că generalul Belisarie, care condusese campania pentru cucerirea Italiei, ar fi pus stăpânire la Roma pe tezaurul Templului din Ierusalim ce fusese adus acolo după reprimarea Revoltei iudeilor. Comorile cu obiectele de cult din templu ar fi fost readuse de el la Ierusalim și depozitate în Biserica Sfânta Maria cea Nouă. Aceasta fusese construită de Iustinian în partea cea mai sudică a Ierusalimului de atunci, pe culmea Muntelui Sion. Istoricul bizantin Procopius din Cezareea susține că Iustinian a construit un edificiu imens și impunător care să găzduiască toate acele comori. Când orașul a început să fie amenințat de apropierea unor oștiri străine aceste comori ar fi fost transferate la Mănăstirea Sfintei Cruci, unde ar fi fost îngropate într-o tainiță, al cărei loc a devenit cu vremea necunoscut și unde s-ar afla până în ziua de astăzi.

În anul 614 biserica a fost distrusă de către perșii Sasanizi, care au ocupat temporar Palestina, fiind în cele din urmă, alungați de către bizantini. Oastea bizantină a fost și ea, în cele din urmă, nevoită să se retragă din oraș și Ierusalimul a căzut în mâinile arabilor musulmani. Prin anul 796 oșteni arabi au pătruns în mănăstire și au omorât pe toți călugării, inclusiv pe aceia care știau secretul locului unde fusesera îngropat Tezaurul Templului. Acest eveniment traumatic a rămas în amintirea populației vreme de mulți ani și până în ziua de astăzi se mai văd urme ale sângelui pe podeaua bisericii în sala unde se refugiaseră călugării.

#### Contribuția Georgiei. Cruciații

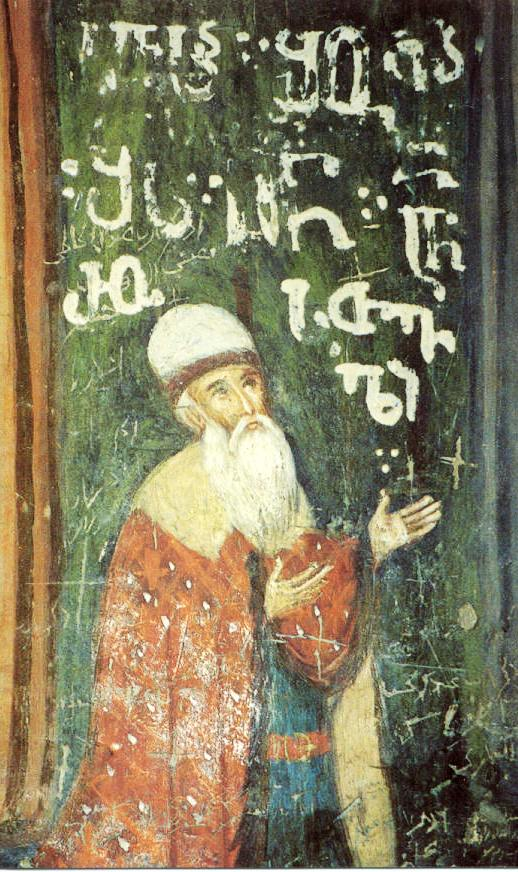
Portretul mural al lui Șota Rustaveli la Mănăstirea Sfintei Cruci

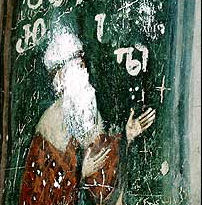
Portretul lui Rustaveli, scrijelit de vandali anonimi în preajma vizitei președintelui Georgiei, Miheil Saakașvili, la Ierusalim, iunie 2004

Actualul  ansamblu monahal a fost zidit în anul 1038 cu ajutorul unor călugări de pe Muntele Atos, de către Sfântul Prokhori (Prochorus) Georgianul (985 sau 990 - 1066) din familia Shavteli din Șavșeti (azi Șavșat în Turcia).Zidirea mănăstirii era un eveniment ieșit din comun sub stăpânirea islamică, explicabil prin întărirea în acei ani a poziției Imperiului Bizantin.
Sfântul Prohori a avut sprijinul regelui Georgiei, Bagrat al IV-lea Kuropalates (1027-1074) și al mamei acestuia, Maria, care au trimis în Țara Sfântă circa 80 de țărani și călugări care s-au așezat inițial în satul Malha din apropiere. 
Prohori a sfințit lăcașul și a stabilit tipicul (Typikon) comunității lui după modelul celei din lavra Sfântului Saba.  
La un moment dat la bătrânețe Prohori a transmis starostia locului unui ucenic, Grigori, și s-a retras în pustie împreună cu alți doi călugări.
Mănăstirea a devenit curând un focar de activitate religioasă intensivă, călugării ei din Georgia, ajunși la un număr de câteva sute, fiind implicați în mod deosebit în copierea de manuscrise. 160 de manuscrise din mănăstire sunt păstrate de Patriarhia ortodoxă a Ierusalimului, în timp ce multe altele au fost difuzate prin lume prin mijlocirea călugărilor georgieni. Biserica mănăstirii nu cuprinde numai manuscrise copiate aici, ci și cărți aduse aici de pelerini, mai ales din Antiohia și Muntele Atos. O parte din manuscrisele ajunse la Mănăstirea Sfintei Cruci au fost traduse în limba georgiană.
În epoca cruciaților, mănăstirea a cunoscut o perioadă de înflorire, în care ea a devenit centrul comunității georgiene din Ierusalim și a fost locuită de numeroși călugări veniți din Georgia. Între ei s-a aflat și Șota Rustaveli, poetul național al Georgiei, membru al unei familii princiare georgiene care fusese la un moment dat trezorierul reginei Tamara a Georgiei. După legendă, Rustaveli a fost nevoit să fugă din Georgia în anul 1185 dupa ce a fost acuzat de a fi întreținut o relație interzisă cu regina Tamara. El s-a stabilit în Mănăstirea Sfintei Cruci pentru o lungă vreme, timp în care a scris renumitul său poem „Viteazul în blană de tigru” și a pictat picturi murale.
O legendă georgiană susține că, după ultima dorință a reginei Tamara, i-au fost pregătite zece sicrii, care au fost trimise în mai multe locuri din lume, unul din ele fiind Mănăstirea Sfintei Cruci din Ierusalim, fără ca lumea să știe în care din ele se aflau cu adevărat rămășitele ei pământești. Din acest motiv Mănăstirea Crucii din Ierusalim este socotită drept un posibil loc al mormântului reginei Tamara.
Patru ani după cucerirea Ierusalimului de către cruciați povestește pelerinul Saewulf din Anglia ca mănăstirea este „onorabilă și frumoasă”, și că a fost „distrusă în trecut de către păgâni”. Un document cruciat din anul 1177 menționează că Regii cruciați ai Ierusalimului posedau în Valea Crucii niște podgorii. Lăcașul mai este menționat în câteva mărturii cruciate, ca fiind situat în mijlocul unei văi roditoare, pe locul unde s-a aflat Pomul din care s-a făcut Sfânta Cruce.  Se mai amintește ca mănăstirea era fortificată cu ziduri și turnuri și că avea in interiorul ei case,refectorii și celule,

#### Epocamamelucă
Căderea Ierusalimului  și recuperarea definitivă a orașului de către musulmani în 1267 a schimbat destinația mănăstirii. Noii stăpânitori, mamelucii, au acționat cu energie in direcția restrângerii prezenței creștine în Ierusalim , și au confiscat loculul în folosul islamului. Cronicarii musulmani relatează cum sultanul Baybars I (1260-1277) a înființat în perimetrul fostei mănăstiri o moschee și un cămin pentru derviși, punând-o sub conducerea unui cleric musulman „persan” Sheih Khaidar. Acesta i-a izgonit și închis pe călugări, ceea ce l-a făcut pe starețul Luca Muhisvili Abașidze să i se adreseze și să-i ceară eliberarea confraților săi. Deoarece Luca a refuzat oferta lui Sheih Haidar de a se converti pentru aceasta la islam, el a fost decapitat  și corpul său a fost ars. 
În anul 1305 la insistențele Imperiului Bizantin și la cererea unei delegații georgiene care s-a prezentat în fața sultanului mameluc cu daruri și cu o epistolă oficială din partea regelui David al VIII-lea, mănăstirea a fost restituită ultimului său proprietar, Biserica ortodoxă georgiană. Aceasta din urmă a consimțit să recunoască la Ierusalim patronajul sultanului mameluc.
Un pelerin catolic din Irlanda venit in Palestina în 1323 scria:
„Am sosit la o mănăstire locuită de călugări asceți denumiți cumani...În loc de altar crește în biserica lor pomul cel mai scump din care a fost făcută Crucea”. 
Funcționarul mameluc Ibn Fadallah al-'Amri care locuia la Ierusalim în anul 1347 descrie mănăstirea ca fiind înconjurată de măslini și podgorii, in interiorul ei găsindu-se o icoană și călugări georgieni. În trecut a fost aici o moschee pentru musulmani, dar la cererea regelui georgian, le-a fost retrocedată, spre consternarea clericilor islamului din Ierusalim care mai speră încă să o recupereze. Călugării povesteau că în țara lor se adunau fonduri pentru această mănăstire, mai ales prin vânzarea de pui de cai.

#### Epocaotomană

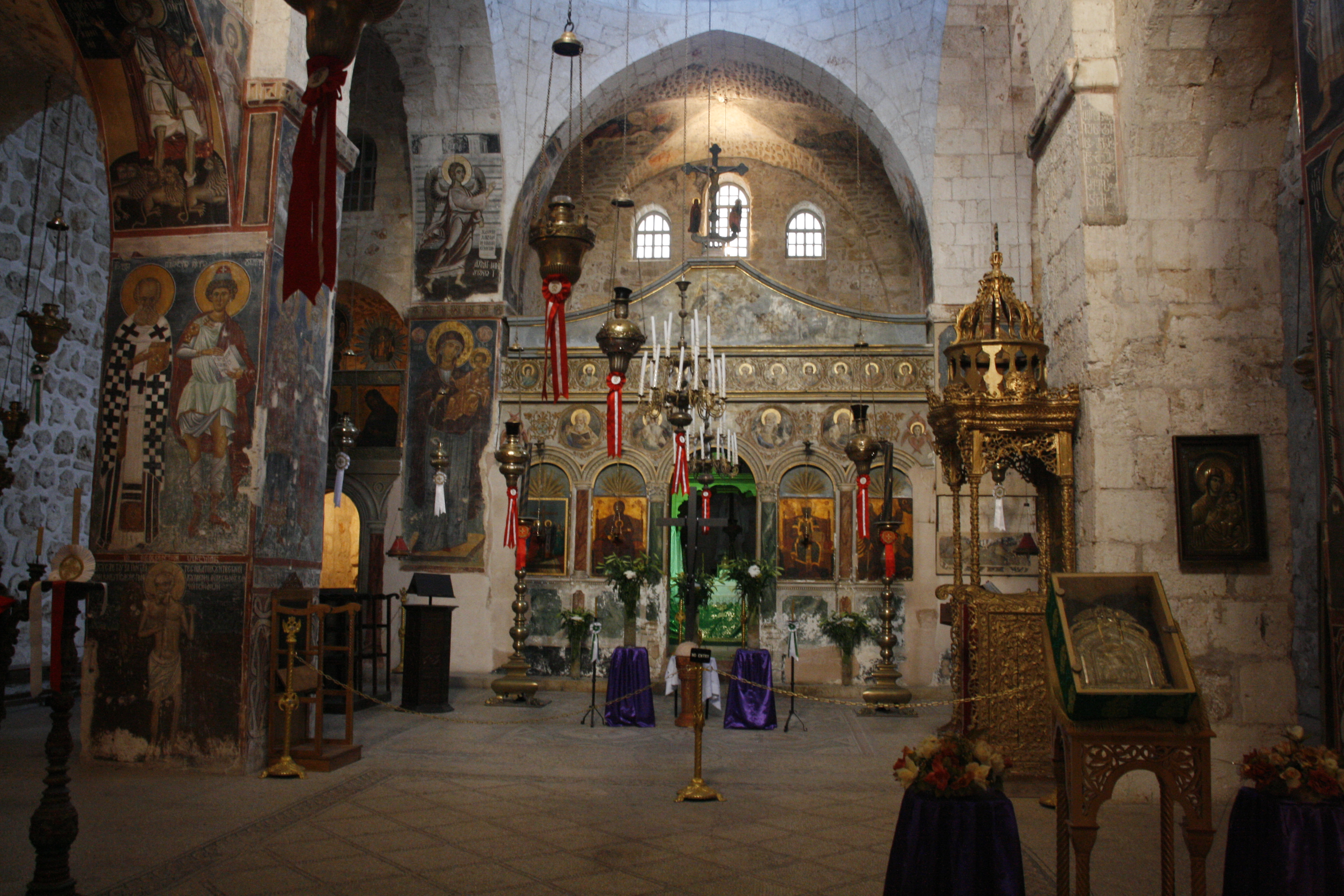
Biserica Mănăstirii Sfintei Cruci

În cursul secolului al XVI-lea, au ridicat iar musulmanii, în fața noii stăpâniri otomane, pretenții asupra clădirii, sub pretextul că deja a funcționat acolo o moschee. Călugării au șters orice urmă de prezență islamică din clădire, au îndepărtat inscripțiile arabe, și au distrus mihrabul care mai rămăsese. În cele din urmă mănăstirea a rămas în mâinile creștinilor. În secolul al XVI-lea mănăstirea  cuprindea 365 chilii, mai târziu în secolul al XVIII numărul lor scăzând la 200. În anul 1667 un călugăr catolic a vizitat mănăstirea, pe care o numea „Mănăstirea georgienilor” sau arăbește, Masslaba. El a exprimat o părere rezervată și critică față de lăcaș și față de locuitorii săi. El considera că tradiția care leagă mănăstirea de Sfânta Cruce și de Copacul Sfânt este îndoielnică. "I-am întrebat: De unde știți aceasta? Oare vânzătorul de lemne știa de unde provenea acea scândură? Cine a încercat să cerceteze aceasta?”. El a descris picturile din biserică și a apreciat că nu erau vechi, ci fuseseră pictate nu mult înainte de vizita sa.
Oaspetele a găsit că mănăstirea se afla într-o stare deplorabilă, vistieria ei era goală, și era înglodată în datorii. Donațiile primite fuseseră risipite de un administrator care a fugit și despre care s-a aflat pe urmă că a fost asasinat de câtre unul din călugări, care l-a urmărit până la casa patriarhului greco-ortodox din Alep. Din acea vreme numărul georgienilor din mănăstire a început să scadă, într-atât că în anul 1685 georgienii au fost nevoiți să o vândă Bisericii greco-ortodoxe a Ierusalimului.
Un călugăr franciscan a cărui scrisoare se afla în arhivele Bibliotecii Vaticanului a scris la începutul secolului al XVIII-lea că în mănăstire locuiesc câțiva călugări georgieni, de asemenea câțiva călugări greci"
Exploratorul german Constantin von Tischendorf scrie în cartea sa din anul 1844 că a găsit la fața locului patru calugări georgieni și o femeie, o slujnică bătrână.Un episcop anglican care a vizitat locul in acea perioadă a menționat că mănăstirea se întreținea, între altele ,din apicultură și din niște moșii în Georgia, care nu furnizau decât venituri minimale (12,000 piaștri pe an) După spusele unui alt vizitator, Ritter, în mănăstire se aflau 3-4 călugări georgieni în frunte cu un arhimandrit. Dupa mijlocul secolului al XIX-lea a crescut în mod substanțial prezența grecească în detrimentul celei georgiene. În 1857 scria un oaspete, Isaacs, că dimensiunile mari ale mănăstirii îi permiteau să găzduiască circa 3,000 pelerini, majoritatea greci. Pictorul William Henry Bartlett, venit de mai multe ori prin părțile acestea, a constatat în anul 1855 că
în mănăstire funcționa de patru ani un seminar pentru călugări greci și o școală grecească care a ajuns sa aibă 90 de elevi și un personal de 4 profesori.Ghidul Baedeker din 1876 menționează 60 elevi și 6 profesori 

#### Mandatul britanic. Statul Israel
În cursul luptelor din Războiul de Independență al Israelului unicul călugăr care mai locuia în mănăstire a fugit, și locul a devenit o bază de antrenament al unităților premilitare evreiești „Gadná”. La încheierea ostilităților clădirea a rămas în partea orașului controlată de Israel și a fost restituită Patriarhiei greco-ortodoxe. În anul 1960 a  vizitat mănăstirea o delegație de cercetători din partea Academiei de științe a Georgiei sovietice, care era parte din Uniunea Sovietică. Delegația a descoperit un portret al lui Rustaveli, care fusese până atunci considerat pierdut, dar nu a izbutit să localizeze mormântul poetului. Rustaveli este arătat rugându-se în genunchi sub icoanele mai mari ale sfinților Maxim Mărturisitorul și Ioan Damaschinul. În anul 1972 mănăstirea a suferit o renovare semnificativă.
În acelaș timp în anii 1970-1980 anonimi au comis câteva acte de vandalism în mănăstire, acoperind inscripții georgiene cu inscripții în limba greacă. 
Curățarea picturilor a dezvelit scrierea georgiană inițială. Și în cazul icoanei înfățișând pe „Iisus culcat” (Hristos Anapeson, în preajma Învierii, se cunosc urme ale literelor georgiene dedesubtul celor grecești adăugate recent. În iunie 2004 la scurt timp înaintea vizitei oficiale a președintelui Georgiei, Mihail Saakașvili în Israel, vandali anonimi au scrijelit portretul lui Rustaveli și o parte din inscripția adiacentă, deteriorându-le Apoi s-a încercat în pripă repararea daunei, dar rezultatul a fost nesatisfăcător.  Aceasta a provocat un incident diplomatic între Israel și Georgia (și între Israel și Grecia). Ulterior fresca a fost restaurată de specialiști. În anul 2005 o stradă care trece prin apropierea mănăstirii a fost numită Șota Rustaveli.

#### Mănăstirea Sfintei Cruci în media artistică
- 1986 aici au fost filmate secvențe din producția cinematografică israeliană „Hemmo, regele Ierusalimului”, după romanul lui Yoram Kaniuk

## Arhitectura
Mănăstirea are ziduri înalte și groase, întărite cu contraforți. Prin poarta unică se intră într-o curte, unde se află biserica mănăstirii. 
Biserica are un narthex, o navă, și aripi laterale. Domul cel mare al bisericii centrale, sprijinit pe patru coloane ,este simplu și elegant.
Frescele din biserică datează din secolul al XIII-lea și au fost reparate în secolul al XVII-lea. Pe podea se află un mozaic din epoca bizantină.
În cursul secolului al XX-lea unele inscripții în limba georgiană din preajma icoanelor au fost acoperite cu inscripții corespunzătoare în limba greacă.
Capela Lemnului Sfintei Cruci fusese, se pare, inițial, închinată Fecioarei Maria, ulterior primind hramul Sfinților Împărați Constantin și Elena și  hramul Înălțarea Sfintei Cruci.Planul capelei cuprinde un dom central și trei domuri mai joase (având dimensiunile interne: 15,50 m X 14,24 m) și este singura capelă din Israel-Palestina cu această ordine arhitecturală. 
În spatele altarului se afla o cameră cu o scobitură desemnată printr-un cerc de argint unde, după tradiție, a crescut Copacul sfânt al Crucii. Pe pereții camerei sunt frescele cu istoria Pomului Sfânt.
Atmosfera în bibliotecă și în trapeză amintește pe cea de pe Muntele Atos.
Mănăstirea posedă și un mic muzeu bisericesc.

## Tradiția Pomului Sfânt al Crucii
Tradiția susține că mănăstirea s-a zidit pe locul unde a crescut copacul din care romanii au confecționat Sfânta Cruce.
Se mai crede ca aici ar fi fost înmormântat capul primului om, Adam
Cultul Copacului Sfânt este legat în tradiția creștină a locului de figura biblică a lui Lot. În grădina de lângă mănăstire, la vreo 150 m de ea, nu departe de cimitirul mănăstirii, se află o grotă numită a lui Lot, și unde pe vremuri exista o capelă  
Pomul Sfânt al Crucii, așa cum este arătat în icoanele din capela mănăstirii,în jurul altarului numit al lui Lot, a provenit, conform tradiției, dintr-o triplă sădire - din niște ramuri ori toiage din măslin (sau poate pin  ,chiparos și cedru,(după alte versiuni, la catolici - o cuadruplă sădire, incluzând și o sămânță sau ramură de palmier) pe care Avraam le-a dat lui Lot. Lot le-a plantat lângă cortul său, și le-a udat numai cu apă din Iordan.
În capelă se văd icoane înfâțișând episoade din istoria Copacului:trei îngeri vizitează pe Avraam; îngerii uită la Avraam trei toiage ;distrugerea Sodomei și fuga lui Lot din Sodoma; Avraam dând lui Lot cele trei toiage; Lot plantând toiagele - dacă din ele va răsări un copac, înseamnă că păcatele lui i-au fost iertate cu totul de Dumnezeu; Lot trebuie să ude locul cu apă din Iordan, dar cu condiția ca nimeni să nu fi băut din apa pe care o aduce - Satana travestit într-o babă cerșind apă îl face vreme de 36 ani să ude răsadul în zadar; în al 37-lea an Lot reușește și din cele trei toiage reunite răsare Copacul sfânt;  tăierea copacului și ducerea lui la Golgota; pironirea lui Iisus pe Cruce, în văzul soldaților romani, a Maicii Domnului și a Mariei Magdalena;Răstignirea lui Iisus.

## Sărbători
- 12 februarie - Sfântul Prochorus Georgianul - refondatorul mănăstirii în anul 1066

## Personalități
- Șota Rustaveli
- Sfântul Prohori din Georgia 985 sau 990  - 1066)
- Mucenicul Luca Muhișvili-Abașidze din Georgia [3] (m.1277), stareț al mănăstirii, decapitat de mameluci la 27 iulie
- Mucenica Salomea Georgiana - (? - 1227 sau 1228), fostă convertită la islam, a fost chinuită până la moarte de către mameluci la 20 iulie (2 august) în incinta Mănăstirii Sfintei Cruci [12]
- Mucenicul Nikoloz Dvali din Georgia (m.1314) a încercat să propovăduiască creștinismul în moschei din Damasc, a fost executat în chinuri la Damasc
- Vassilis Tzefiris, arheolog grec - a fost călugăr în vremea studiilor de arheologie la Ierusalim